# Aphaenogaster treatae
Aphaenogaster treatae är en myrart som beskrevs av Auguste-Henri Forel 1886. Aphaenogaster treatae ingår i släktet Aphaenogaster och familjen myror. Utöver nominatformen finns också underarten A. t. treatae.

## Bildgalleri

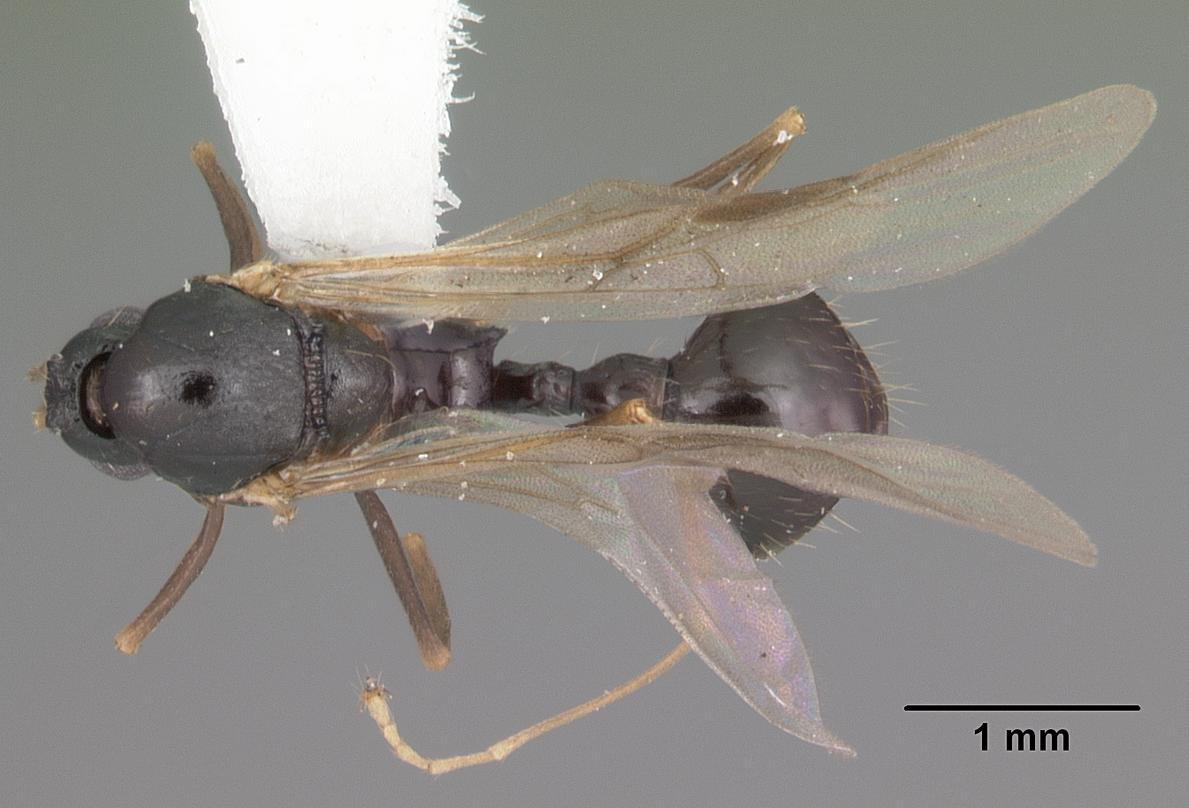
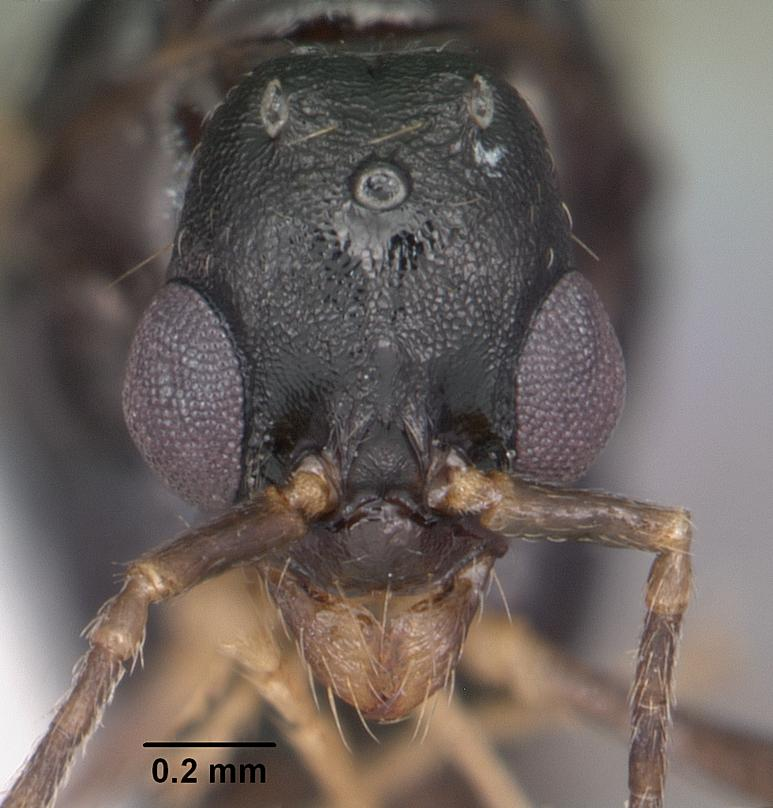
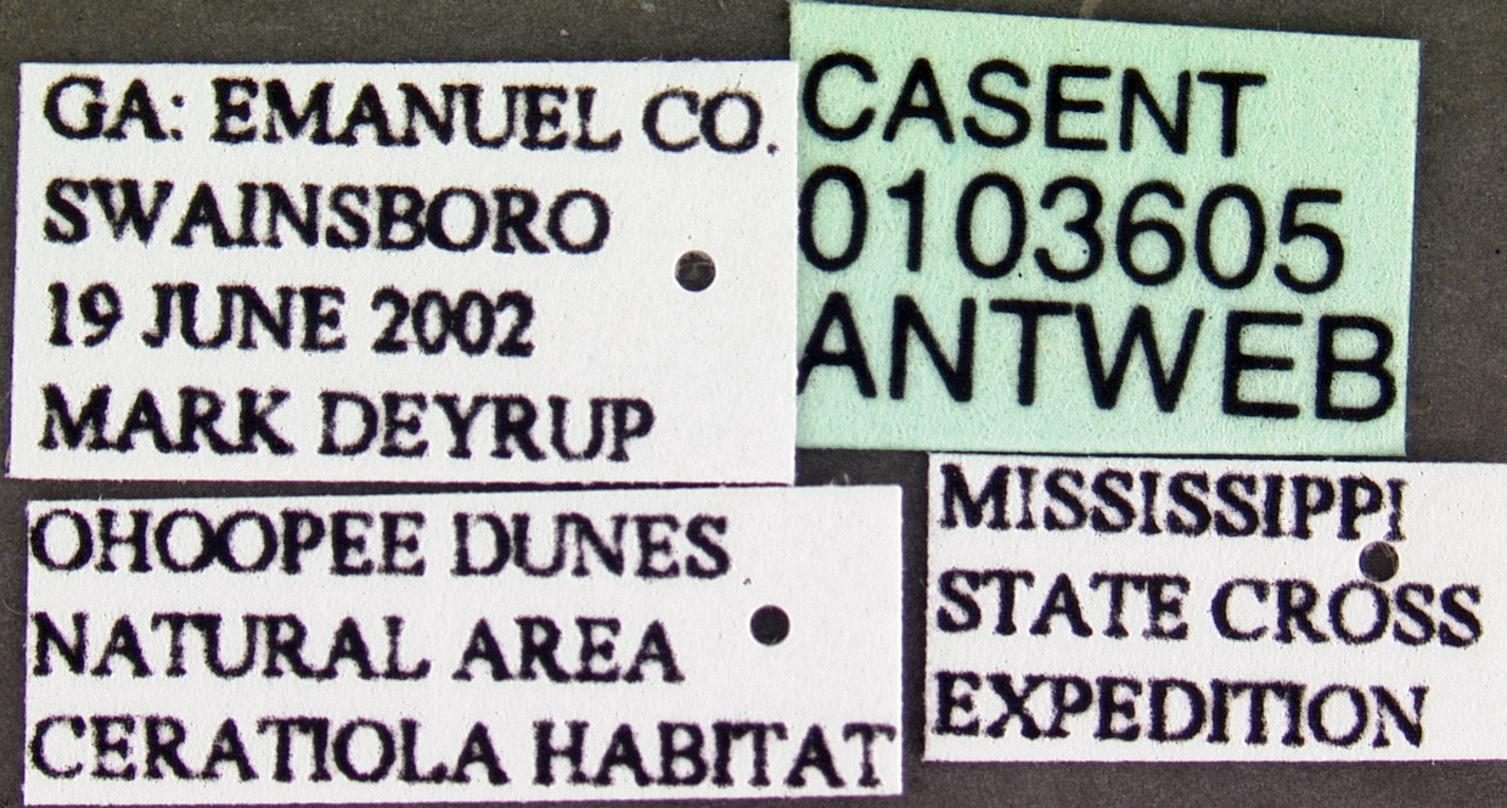
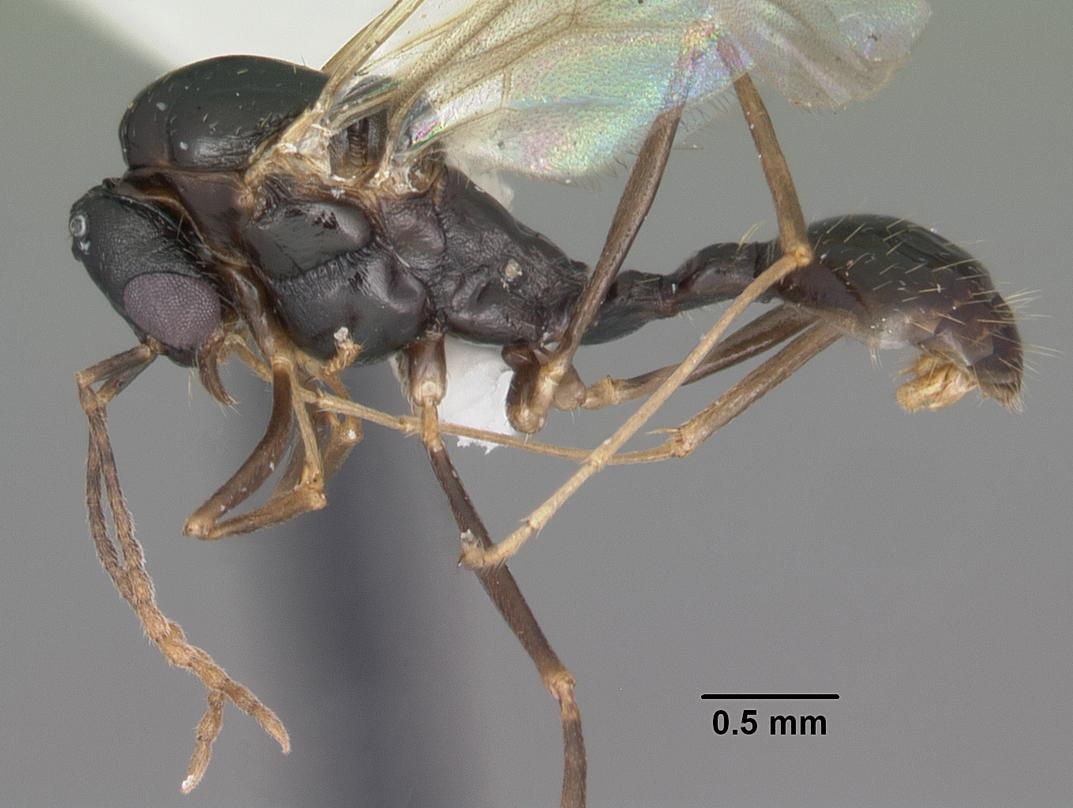
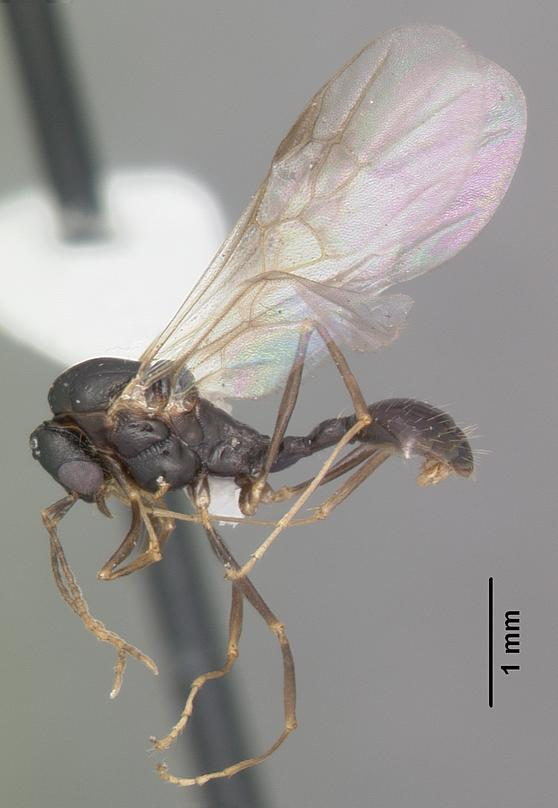
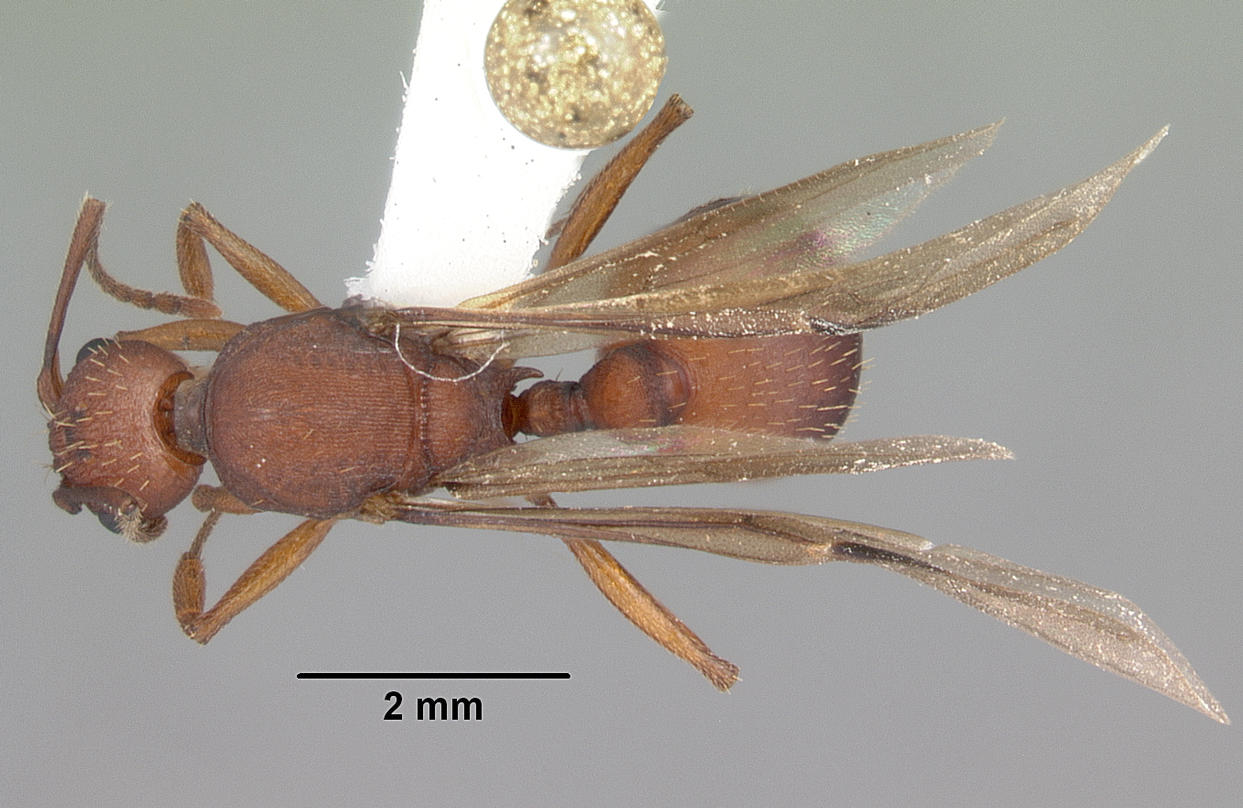